# Tratt

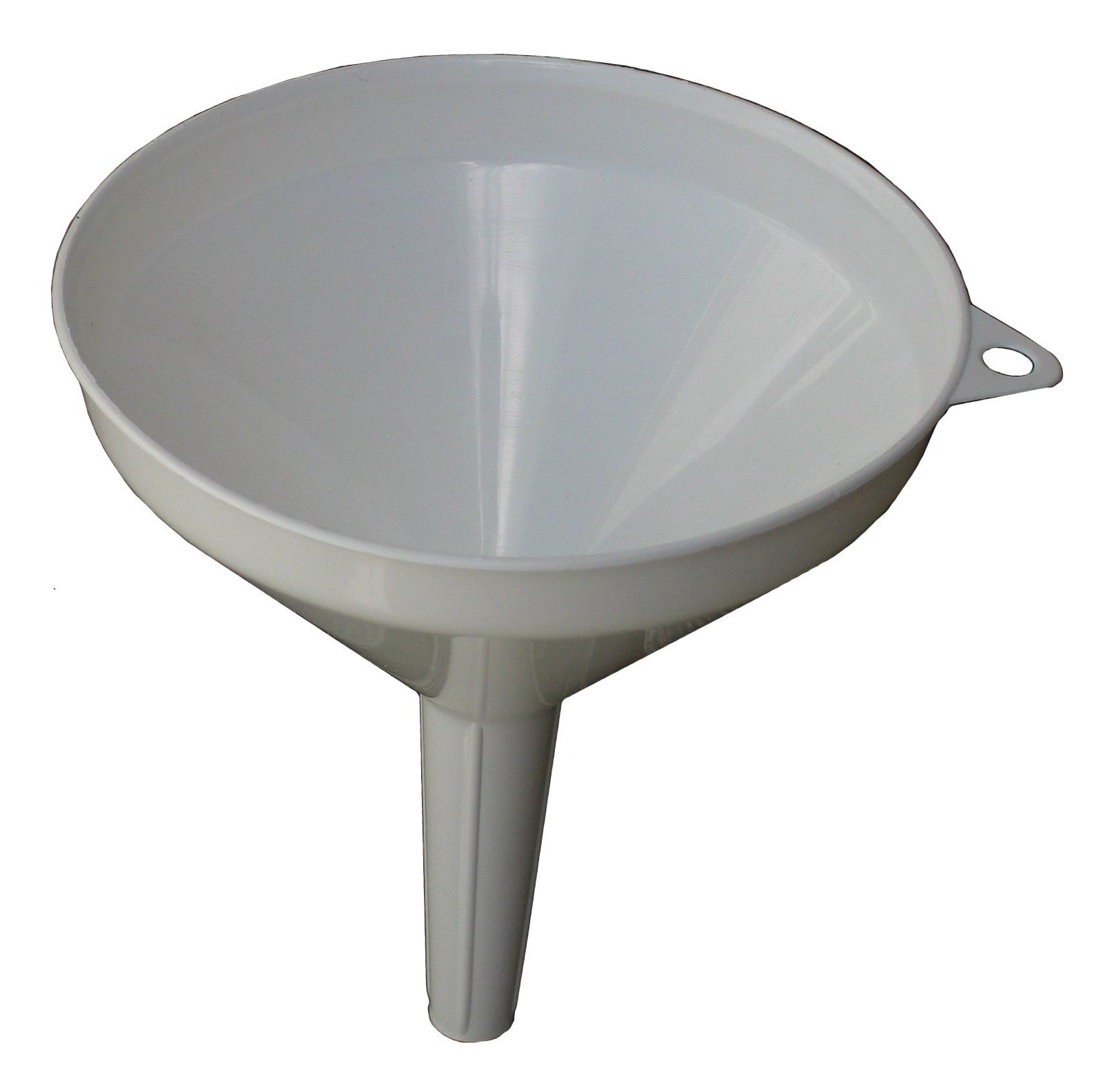
Kökstratt

En tratt är ett konformat rör som är till för att enklare överföra en vätska till en behållare med en liten mynning. Tratten är oftast rund upptill och blir sedan smal och cylinderformad nertill för att på enklaste sättet transportera vätska. 
Ordet tratt är belagt i svenskan sedan yngre fornsvensk tid.